# Fiedorówka (Gorce)
Fiedorówka – polana w Gorcach. Położona jest przy czerwonym szlaku turystycznym z Przełęczy Knurowskiej na Turbacz. Szlak turystyczny nie przechodzi przez polanę, lecz tylko obok jej południowego skraju, polana jest jednak ze szlaku dobrze widoczna. Znajduje się na wysokości ok. 940–960 m n.p.m. w dolinie potoku Furcówka w miejscowości Ochotnica Górna w województwie małopolskim, w powiecie nowotarskim, w gminie Ochotnica Dolna. Stoją na niej dwa dobrze utrzymane szopy, polana bowiem jest nadal użytkowana gospodarczo (koszona). Znajduje się poza obszarem Gorczańskiego Parku Narodowego.
Nazwa polany wywodzi się od wołosko-rumuńskiego imienia Fiedor i jest jednym ze śladów wołoskiego osadnictwa w tym rejonie.
Na dawnych mapach polana opisana była jako Pastwisko Fiodorówka. Przed II wojną światową Małopolskie Towarzystwo Rolnicze prowadziło tutaj, podobnie, jak na wielu innych gorczańskich polanach doświadczalną hodowlę bydła, tzw. halowanie bydła. W tym celu wybudowano oborę dla bydła z pomocniczym pomieszczeniem do przetwórstwa mleka. W czasie wojny budynek ten pełnił rolę schronienia dla partyzantów. Podobnie, jak niemal wszystkie inne budynki w Gorcach spalony został przez Niemców, którzy zniszczyli w ten sposób bazę partyzantów.
Fiedorówka położona jest na prawym zboczu potoku Furcówka. Na tym samym zboczu leży obok oddzielona pasem drzew polana Solnisko. Na przeciwległym, lewym zboczu, za pasem drzew znajduje się polana Homelka.

## Szlaki turystyczne
Główny Szlak Beskidzki, odcinek z Przełęczy Knurowskiej na Turbacz